# إلين ريبلي
إلين لويز ريبلي، هي شخصية خيالية وبطلة في سلسلة أفلام الفضائيين التي تلعبها الممثلة الأمريكية سيغورني ويفر وهي ممثلة أمريكية. اكتسبت شخصية ويفر اعتراف العالم، ودورها لا يزال مشهورًا حتى الآن. اتخذ ريدلي سكوت، مدير أول فيلم في سلسلة الأفلام، قرار بتحويل ريبلي من بطل (ذكوري) قياسي إلى بطلة.
كان فيلم فضائي 1986 والفضائيون (1986) معترَبين بتحدي أدوار الجنسين، ولا سيما في أدب الخيال العلمي وأنواع أفلام الرعب. كما حظي أداء ويفر بالثناء الشديد: عن دورها في فضائي، حصلت على ترشيحها الأول لجائزة الأوسكار لأفضل ممثلة،  والتي يُنظر إليها الآن كمعلم أساسي باعتبار أن الأكاديمية في ذلك الوقت، أعطت القليل من التقدير لأفلام الخيال العلمي والرعب. لدورها في السلسة، رشحت ويفر أيضا لجائزة غولدن غلوب لأفضل ممثلة في فيلم درامي، وجائزة بافتا لأفضل قادم جديد، وحصلت على أربعة ترشيحات لجوائز زحل لأفضل ممثلة، وفازت بواحدة منها عن دورها في فيلم الفضائيون.
غالبًا ما تُعتبر ريبلي واحدة من أهم الشخصيات النسائية في كل السينما، وهي شخصية بارزة في الثقافة الشعبية. جون سكاليزي، الناقد السينمائي ورئيس كتاب الخيال العلمي والخيال الأمريكي،  كتب في عام 2011:
| إلين ريبلي | إنها ليست الصديق، ذراع الحلوى، أو الفتاة التي يتم إنقاذها. بدءًا من فيلم الغريبة، كانت ريبلي عضوًا مؤهلاً تمامًا لطاقم أو فرقة - لم تكن دائمًا تُحب وأحيانًا لا تُحترم، ولكن القيام بمهامها كان متشابهًا. مع تقدم كل فيلم، فإنها تأتي إلى الواجهة وتواجه تحديات وجها لوجه - إنها بطلة القطعة، وبعبارة أخرى [...] ريبلي ليست نسخة خيالية لامرأة. فيلم الخيال العلمي مليء بالنساء الساخنات الجميلات اللواتي يقمن بأشياء مستحيلة بالبنادق والأسلحة الشائكة بينما تدور حول مثل لاعبة جمباز في مجفف. ومما يبعث على المتعة أن يُشاهدن، في نهاية اليوم، ما زالت تُعطي المرأة قلّة من الإهمال، حيث أن ما هي ثمرة القاتل المثالي بدلاً من البشر الحقيقيين. ريبلي، من ناحية أخرى، هي انتهازية، عدوانية، وقحة، مصابة، تعاني من متلازمة ما بعد الصدمة، لا تضع المكياج، متعبة، ذكية، أمومية، غاضبة، متعاطفة، ومصممة على إنقاذ الآخرين، حتى بتكلفة كبيرة من نفسها. كل ذلك دون أن تكون مجنونة. | إلين ريبلي |

اليوم، يمتد تأثير ريبلي إلى ما هو أبعد من امتياز الفيلم الأصلي. ظهرت في الروايات والكتب المصورة وألعاب الفيديو.

## السيرة الذاتية لإلين ريبلي

### في فيلم الفضائي (1979)
تم تقديم ريبلي كضابطة صف على متن سفينة نوسترومو (بالإنجليزية- Nostromo)، وهي سفينة فضائية من كوكب المشتري تعود إلى الأرض. بعد أن تم وضعها في حالة ركود في رحلة العودة الطويلة إلى الوطن، يستيقظ الطاقم عندما يتلقى نوسترومو بثًا غير معروف المنشأ من كوكب مجاور. بعد هبوطهم، مخلوق غير معروف يتسلل إلى السفينة، ويقتل كل عضو آخر من الطاقم. ريبلي هي العضو الوحيد الذي هرب من «نوسترومو» قبل انفجارها، والتي بدأت عن عمد في قتل الوحش. ومع ذلك، تكتشف أن الغريبة موجودة أيضًا على متن مكوك السفينة، لكنها تطردها إلى الفضاء قبل أن تضع نفسها في حالة ركود في رحلة العودة إلى الأرض.

### في فيلم الفضائيون (1986)

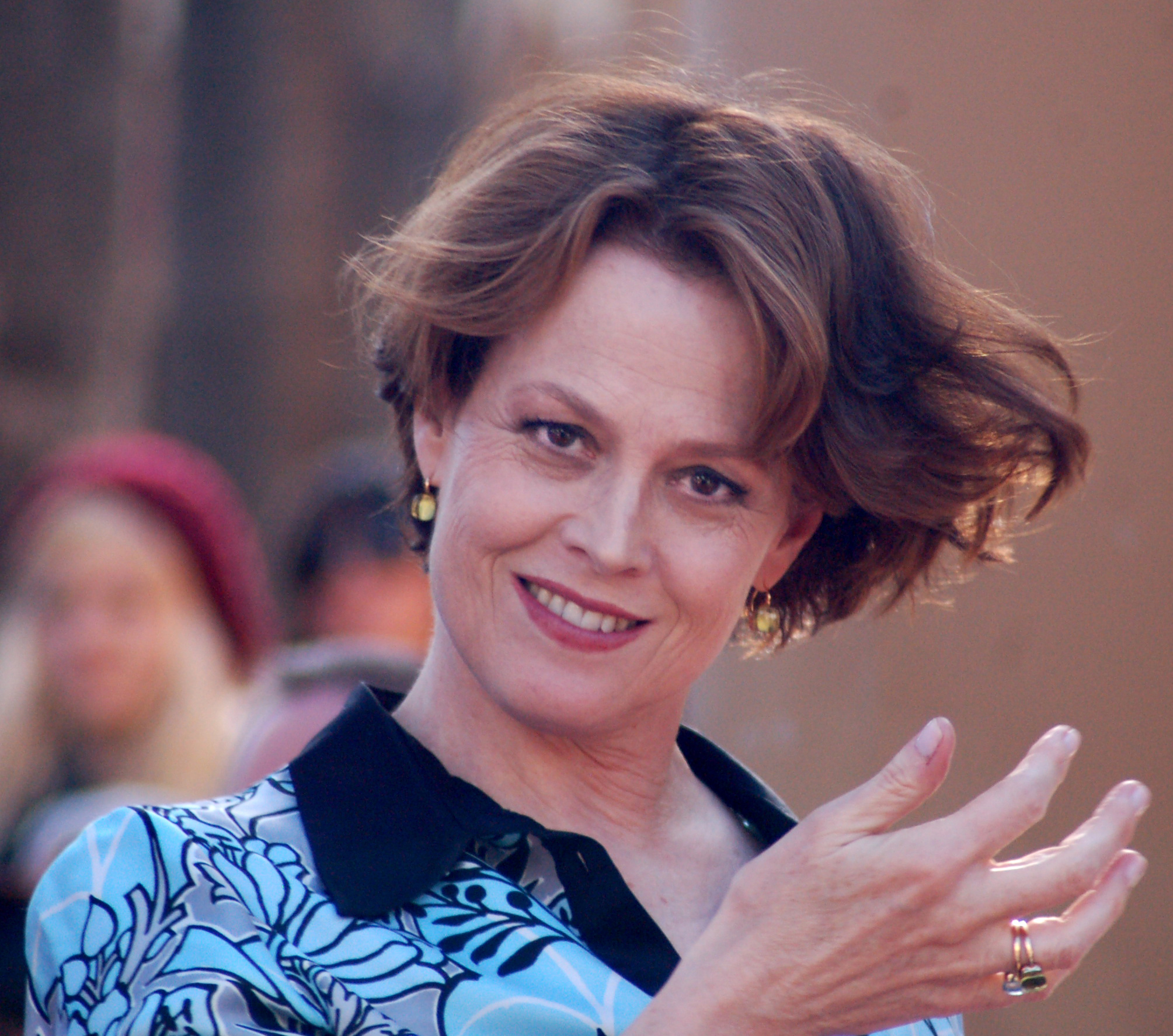
لعبت سيغورني ويفر دور إلين ريبلي.

بعد 57 سنة، تستيقظ ريبلي من ركودها. وقد قوبلت شهادتها المتعلقة بالكائنة الغريبة بشكوك شديدة، وفقدت رخصتها الفضائية بسبب «حكمها المشكوك فيه»، واكتشفت أن ابنتها، أماندا، قد ماتت. ومع ذلك، بعد فقدان الاتصال مع مستعمرة على LV-426، الكوكب حيث واجه طاقمها في البداية بيض الكائنة الغريبة، يُطلب من ريبلي الذهاب مع جنود البحرية الاستعمارية على متن سولاكو إلى LV-426. وجدوا الكوكب الموبوءة من قبل العديد من الكائنات الغريبة، الذين يبيدون تقريبًا كل جنود المارينز. أخيراً تنجو ريبلي من كوكب الأرض مع العريف دواين هيكس، الأسقف الروبوت، ونيوت وهي فتاة صغيرة وآخر مستعمرة على قيد الحياة. مرة أخرى على سولو، سرعان ما هاجمتهم ملكة الغريبة الباقية على قيد الحياة، والتي طُردت أخيرًا إلى الفضاء من قبل ريبلي. ريبلي تدخل في نوبة قلبية إلى جانب الكائنات الغريبة الناجين، الثلاثة الآخرين، للعودة إلى الأرض.

## الفتاة الأخيرة
قبل إطلاق فيلم فضائي الجزء الثالث، اختارت الكاتبة الأمريكية كارول جي كلوفر، مُبتكرة مُصطلح الفتاة الأخيرة شخصية إلين ريبلي من سلسلة أفلام فضائي فتاة أخيرة. وتقول إليزابيث عزرا، أستاذة السينما والثقافة والإعلام الأوروبي في جامعة ستيرلينغ، في هذا التحليل في فيلم فضائي: القيامة، بحجة أنه يجب أن تكون كل من ريبلي وأنالي كول فتاتان أخيرتان، وأن البطلة كول هي الجيل القادم من فتيات كلوفر الأخيرات. ومن وجهة نظر عزرا، تعكس كول الصفات التي تناسب تعريف كلوفر لفتاة أخيرة، فلها اسم صبياني، ولديها قصة شعر قصيرة على الطراز الذكوري، وأنها تتميز، وفقًا لكلمات كلوفر، بالذكاء والجاذبية والكفاءة في الهندسة الميكانيكية والمسائل العملية الأخرى، إضافة إلى النفور الجنسي؛ ولكونها ميكانيكية في سفينة ترفض الطلب الجنسي الذي تقدمه الشخصيات الذكورية على متن السفينة. ومع ذلك، تُلاحظ عزرا أن كول تُناسب الوصف بشكل منقوص لأنها روبوت نسائي، وليست إنسانًا.
تُشكك كريستين كورنيا في فكرة أن ريبلي هي فتاة أخيرة، وتُقارن تحليل كلوفر للشخصية مع تحليل باربرا كريد، أستاذ الدراسات السينمائية في كلية الثقافة والاتصالات بجامعة ملبورن والمُهتمة بالنقد الحضاري، التي قدمت ريبلي على أنها الوجه المُطمئن للأنوثة. ولا تقبل كورنيا وجهتي نظر كل من كلوفر أو كريد حول ريبلي. في حين أنها تقبل أطروحة كلوفر العامة فيما يخص اتفاقية الفتاة الأخيرة، وتُردف قائلةً أن ريبلي لا تتبع اتفاقيات أفلام السلاشر، حيث أن أفلام الفضائي تتبع مُختلف أنواع سينما الخيال العلمي. وعلى وجه الخصوص، ليس هناك شيئًا بارزًا في فضائي، كما هو الحال في النوع السينمائي سلاشر، فيما يخُص نقاء الشخصية الجنسية والامتناع عن مُمارسة الجنس مُقارنة بالشخصيات الأخرى مثل من سيُقتله الوحش وفقًا لاتفاقية الفتاة الأخيرة. ووفقًا لكورنيا، يفتقر هذا النوع من الخيال العلمي، الذي يتمتع به فضائي، ببساطة إلى هذه النوعية من الطابع الجنسي في المقام الأول، لأنه لا يتمتع بأشكال الخيال العلمي التقليدية.

## وصلات خارجية
- https://www.theguardian.com/film/2009/oct/13/ridley-scott-alien-ripley
- https://www.empireonline.com/movies/
- http://www.btchflcks.com/2011/10/ellen-ripley-a-feminist-film-icon-battles-horrifying-aliens-and-patriarchy.html#.WsJfOy5ubIU
- https://www.sfgate.com/entertainment/article/Weaver-stands-alone-as-female-action-hero-2729714.php
- https://usatoday30.usatoday.com/life/movies/news/2005-06-23-tough-chicks-side_x.htm
- https://comicvine.gamespot.com/ellen-ripley/4005-54485/